# بخش سن-ژمن-آن-له
بخش سن-ژمن-آن-له (به فرانسوی: Arrondissement de Saint-Germain-en-Laye) یک بخش در فرانسه است که در ایولین واقع شده‌است.